# Teorema lui Newton a orbitelor rotitoare
Teorema lui Newton a orbitelor rotitoare este o teoremă cuprinsă in marea operă newtoniană Philosophiae Naturalis Principia Mathematica. Teorema se referă la natura forțelor centrale care produc o creștere a vitezei unghiulare a unei particule fără schimbarea traiectoriei radiale. 